# Talang Balai Lama
Talang Balai Lama is een bestuurslaag in het regentschap Ogan Ilir van de provincie Zuid-Sumatra, Indonesië. Talang Balai Lama telt 1584 inwoners (volkstelling 2010).